# Tiocianato de potasio
El tiocianato de potasio es un compuesto químico de fórmula molecular KSCN. Es una sal importante del anión tiocianato, uno de los pseudohaluros. El compuesto tiene un punto de fusión bajo en comparación con la mayoría de las sales inorgánicas.

## Uso en síntesis química
El KSCN acuoso reacciona casi cuantitativamente con Pb(NO3)2 para dar Pb(SCN)2, que se ha utilizado para convertir cloruros de acilo en isotiocianatos.
El KSCN convierte el carbonato de etileno en sulfuro de etileno.Para ello, el KSCN se funde primero al vacío para eliminar el agua. En una reacción relacionada, el KSCN convierte el óxido de ciclohexeno en el correspondiente episulfuro y KOCN.
{\displaystyle {\ce {C6H10O + KSCN -> C6H10S + KOCN}}}
El KSCN es también el producto de partida para la síntesis del sulfuro de carbonilo.

## Otros usos
El KSCN acuoso diluido se utiliza ocasionalmente para efectos de sangre moderadamente realistas en cine y teatro. Puede pintarse sobre una superficie o conservarse como solución incolora. En contacto con una solución de cloruro férrico (u otras soluciones que contengan Fe3+), el producto de la reacción es una solución de color rojo sangre, debido a la formación del ion complejo tiocianatoirónico. Por ello, este producto químico se utiliza a menudo para crear el efecto de los "estigmas". Como ambas soluciones son incoloras, pueden colocarse por separado en cada mano. Cuando las manos entran en contacto, las soluciones reaccionan y el efecto se parece mucho al de los estigmas.
Del mismo modo, esta reacción se utiliza como prueba de Fe3+ en el laboratorio.